# Beads Club
Beads Club - Solo per uomini veri! (男前!ビーズ倶楽部?, Otokomae! Bīzu kurabu)  è un manga shōjo scolastico di Kyōsuke Motomi. Opera prima dell'autrice, è stata pubblicata inizialmente sulla rivista Betsucomi di Shogakukan e poi in un unico volume nel dicembre 2004, l'opera è stata introdotta in Italia da Flashbook, edita nel maggio 2012.
Un capitolo oneshot con l'ultima avventura del club è stato pubblicato dall'autrice nella raccolta Youth Survival.

## Trama
Ibuki è sempre stata una ragazza forte e mascolina, capace persino di battere nelle arti marziali i ragazzi. Dopo aver cambiato scuola decide di ricominciare daccapo e trovarsi un ragazzo bello e virile che la protegga, fingendosi fragile ed indifesa.  Appena maturata la decisione, la ragazza viene subito smascherata da Takumi, inquietante compagno di scuola che, incuriosito dalla nuova studentessa e nonostante la ritrosia di Ibuki, la invita a visitare il club delle perline di cui è presidente. La proposta non alletta la giovane perché circolano voci sul club che lo vogliono frequentato solo da disadattati; tuttavia l'elemento più misterioso della scuola è il consiglio studentesco, dai membri segreti  e – secondo i pettegolezzi – bellissimi.
Coinvolta in una lotta fra il club del tennis e quello delle perline, Ibuki viene salvata da Takumi e dai membri del club delle perline, che scopre essere anche i rappresentanti degli studenti.
Ormai stretta amicizia coi ragazzi del club, Ibuki si unisce al gruppo delle perline.
Dopo di ciò viene coinvolta nelle loro varie avventure che vanno dal sorvegliare gli appuntamenti e la sua vita sentimentale alla sorveglianza al concorso di bellezza dell'istituto; nel frattempo Ibuki e Takumi finiscono per avvicinarsi l'un l'altra e infine per dichiararsi.

## Personaggi

### Il club delle perline
Ibuki Oikawa
Trasferitasi da poco in una nuova scuola e con un passato da vero “maschiaccio”, Ibuki decide di mettersi una maschera di fragile ragazza delicata pur di trovare il ragazzo dei suoi sogni: bello e virile.
Takumi Urabe
Ragazzo misterioso e presidente del club delle perline. L'aura inquietante che lo accompagna non impedisce ad Ibuki di respingere con violenza il giovane quando questi flirta con la nuova arrivata. È quest'ultima inoltre ad affibbiare a Takumi il soprannome di “addestratore di corvi”.
Yuuna
Tesoriere del club delle perline, Yuuna è molto oculata nelle spese e non ama spendere i fondi del club per attività frivole come un viaggio alle terme quanto per della nuova attrezzatura.
Iwao
Membro del club delle perline, l'hobby del cross-dressing e i suoi lineamenti graziosi lo portano ad essere frequentemente scambiato per una ragazza.
Rin
Figlio di una famiglia ricca e prestigiosa, Rin, nonostante l'altezza da gigante, è un ragazzo premuroso e attento agli altri.
Hiroto
Appassionato di computer ed informatica, Hiroto difficilmente esce di casa, sebbene partecipi volentieri alle attività all'aria aperta del club.

### Altri studenti
Mai Saito
Compagna di classe ed amica di Ibuki. Innamorata segretamente di un senpai, partecipa al concorso di bellezza per mettersi alla prova e trovare infine il coraggio di dichiararsi al ragazzo che le piace. Accortasi del sentimento fra Ibuki e Takumi, spinge l'amica a prendere l'iniziativa.
Sakurai
Una delle nuove conoscenze di Ibuki all'istituto, si spaccia per il presidente del misterioso consiglio studentesco ed arriva persino al punto di rapire la nuova arrivata per arrivare a conoscere i segreti del rivale club delle perline; scoperto da Takumi, viene sconfitto.
Kobayashi
Tenero compagno di classe di Ibuki, pur di uscire con la ragazza finge di essere all'altezza degli standard della ragazza. Quando durante l'appuntamento incontra alcuni bulli di cui era vittima, mostra la sua natura pavida e si dà alla fuga. L'intervento di Takumi, sprona il giovane a dare il meglio di sé per poter conquistare un giorno Ibuki.